# Ron Sider
Ronald J. Sider (Fort Erie, 17 de septiembre de 1939 - 27 de julio de 2022) fue un teólogo canadiense nacionalizado estadounidense.

## Trayectoria
Nacido en Fort Erie, Canadá. Unos lo identifican a menudo con la izquierda cristiana, aunque él negó personalmente cualquier inclinación política. Fue el fundador de Evangélicos Para la Acción Social, un grupo de expertos que busca desarrollar soluciones bíblicas a los problemas sociales y económicos a través de la incubación de programas que operan en la intersección de la fe y la justicia social. También fue miembro fundador de la Sociedad Religiosa Nacional Para el Ambiente. Fue profesor distinguido de Teología, Ministerio Holístico y Política Pública en el Seminario Teológico Palmer en St. Davids, Pensilvania.

## Educación y carrera
Sider asistió a la luterana Universidad de Waterloo, en Waterloo, Ontario, y recibió una licenciatura en historia europea en 1962. Mientras estaba en Waterloo, entró en contacto con el trabajo apologético de InterVarsity Christian Fellowship, y fijó su mirada en una carrera en academia. Al graduarse de la Universidad de Yale con una maestría (historia, 1963), una licenciatura (divinidad, 1967) y un doctorado (historia, 1969), esperaba enseñar historia europea moderna temprana en campus universitarios seculares y continuar su trabajo apologético para IVCF. En 1968, aceptó una invitación del Messiah College para enseñar en su recién inaugurado campus de Filadelfia en el centro de la ciudad de Filadelfia, PA. El racismo, la pobreza y la indiferencia evangélica que observó de cerca le causaron una profunda impresión que lo llevó a escribir el libro Rich Christians in an Age of Hunger (Cristianos ricos en una era de hambre).
Lo que vio como la injusticia del centro de la ciudad motivó a Sider a trabajar para desarrollar una respuesta bíblica a la injusticia social. Reunió una red de evangélicos con preocupaciones similares, que en 1973 se convirtió en el Taller de Acción de Gracias sobre Preocupación Social Evangélica. Fue esta conferencia la que emitió la Declaración de Chicago de Preocupación Social Evangélica . Veinte años después, una reunión similar de líderes evangélicos resultó en la Declaración de Chicago II: Un llamado a la renovación evangélica. En 2004 fue signatario del documento "Confessing Christ in a World of Violence" (Confesar a Cristo en un mundo de violencia).
Suscribió con su nombre un anuncio de página completa en el New York Times del 5 de diciembre de 2008 que objetaba la violencia y la intimidación contra instituciones religiosas y creyentes a raíz de la aprobación de la Proposición 8. El anuncio decía que "la violencia y la intimidación siempre son malas", ya sea que las víctimas sean creyentes, homosexuales o cualquier otra persona". Una docena de otros activistas religiosos y de derechos humanos de varias religiones diferentes también firmaron el anuncio y señalaron que "difieren en cuestiones morales y legales importantes", incluida la Proposición 8.

## Fallecimiento
Falleció el 27 de julio de 2022, a los 82 años, a causa de un paro cardíaco repentino.

## Publicaciones
Sider publicó más de 30 libros y escribió más de 100 artículos en revistas religiosas y seculares sobre una variedad de temas, incluida la importancia de cuidar la creación como parte del discipulado bíblico.
En 1977, se publicó Rich Christians in an Age of Hunger de Sider. Aclamado por Christianity Today como uno de los cien libros de religión más influyentes del siglo XX, vendió más de 400.000 copias en muchos idiomas. Más tarde escribió Good News Good Works (publicado por Baker Book House ), un llamado a la iglesia a abrazar lo que Sider ve como el evangelio completo, a través de una combinación de evangelismo, compromiso social y formación espiritual. Su libro complementario cuenta historias sobre ministerios efectivos que unen tanto el evangelismo como la transformación social.
Completely Pro-Life, publicado a mediados de la década de 1980, llama a los cristianos a adoptar una posición consistente contra el aborto, la pena capital, las armas nucleares, el hambre y otras condiciones que Sider consideraba anti-vida. Cup of Water, Bread of Life se publicó en 1994. Living Like Jesus (1999) se ha llamado Mere Christianity de Sider. Just Generosity: A New Vision for Overcoming Poverty in America (1999, 2007) ofrece una visión holística e integral para reducir drásticamente la pobreza en los Estados Unidos. Churches That Make a Difference (2002) con Phil Olson y Heidi Rolland Unruh brinda ayuda concreta a las congregaciones locales que buscan combinar el evangelismo y el ministerio social. Las publicaciones recientes incluyen: Fixing the Moral Deficit: A Balanced Way to Balance the Budget (2012); Just Politics: A Guide for Christian Engagement (2012); The Early Church on Killing: A Comprehensive Sourcebook on War, Abortion, and Capital Punishment (2012); The Spiritual Danger of Donald Trump: 30 Evangelical Christians on Justice, Truth, and Moral Integrity (2020).

## Relaciones ecuménicas
En agosto de 2009, firmó una declaración pública alentando a todos los cristianos a leer, luchar y responder a Caritas in veritate, la encíclica social del papa Benedicto XVI. Más tarde ese mismo año, también dio su aprobación a la Declaración de Manhattan: Un llamado de conciencia cristiana, llamando a evangélicos, católicos y ortodoxos a no cumplir con las normas y leyes que permiten el aborto, el matrimonio entre personas del mismo sexo y otros asuntos que van en contra de sus conciencias religiosas.

## Crítica
Los opositores de Sider suelen criticar sus ideas por considerarlas una mala teología y una mala economía. Las críticas más completas provienen de la derecha cristiana estadounidense, específicamente de los cristianos reconstruccionistas. El libro de David Chilton, Productive Christians in an Age of Guilt Manipulators (1986), con prólogo de Gary North, argumenta que el libro de Sider adopta una posición contraria a las enseñanzas bíblicas sobre economía, pobreza y generosidad, y que el modelo económico proporciona es insostenible. Sider revisó significativamente el libro para la edición del vigésimo aniversario y, en una entrevista con Christianity Today dijo: 

"Admito, sin embargo, que no sabía mucho de economía cuando escribí la primera edición de Rich Christians . Mientras tanto, he aprendido mucho más y he cambiado algunas cosas como resultado de eso. Por ejemplo, en la nueva edición del vigésimo aniversario, digo más explícitamente que cuando la elección es el capitalismo democrático o el comunismo, estoy a favor del orden político democrático y las economías de mercado".

## Familia
Sider era hijo de un pastor canadiense de los Hermanos en Cristo. Asistió a la Iglesia Menonita Oxford Circle, fue padre de tres hijos y vivía en Lansdale, Pensilvania, con su esposa Arbutus, una consejera familiar jubilada. Celebraron su 50 aniversario de bodas en 2011 y tenían seis nietas. El hijo de Sider, Theodore (Ted), es profesor titular de filosofía en la Universidad Rutgers y ha publicado más de 50 artículos académicos y tres libros con Oxford University Press.